# Свети Атанасий (Кономлади)
Вижте пояснителната страница за други значения на Свети Атанасий.
„Свети Атанасий“ или „Свети Атанас“ (на гръцки: Αγίου Αθανασίου) е българска възрожденска православна църква в костурското село Кономлади (Макрохори), Егейска Македония, Гърция.

## История
Църквата е построена в 1897 година.